# Swedish Open 2007 - Qualificazioni singolare
Le qualificazioni del singolare  dello  Swedish Open 2007 sono state un torneo di tennis preliminare per accedere alla fase finale della manifestazione. I vincitori dell'ultimo turno sono entrati di diritto nel tabellone principale. In caso di ritiro di uno o più giocatori aventi diritto a questi sono subentrati i lucky loser, ossia i giocatori che hanno perso nell'ultimo turno ma che avevano una classifica più alta rispetto agli altri partecipanti che avevano comunque perso nel turno finale.
Le qualificazioni del torneo Swedish Open 2007 prevedevano 32 partecipanti di cui 4 sono entrati nel tabellone principale.

## Teste di serie
1. Jurij Ščukin (Qualificato)
2. Viktor Troicki (Qualificato)
3. Michał Przysiężny (Qualificato)
4. Assente

1. Juan Antonio Marín (ultimo turno)
2. Bjorn Rehnquist (secondo turno)
3. Jacob Adaktusson (ultimo turno)
4. Marcus Sarstrand (primo turno)

## Qualificati
1. Jurij Ščukin
2. Viktor Troicki

1. Michał Przysiężny
2. Erling Tveit

## Tabellone

### Legenda
| - Q = Qualificato - WC = Wild card - LL = Lucky loser | - ALT = Alternate - SE = Special Exempt - PR = Protected Ranking | - w/o = Walkover - r = Ritirato - d = Squalificato |

### Sezione 1
|  | Primo turno      | Primo turno      | Primo turno      | Primo turno | Primo turno |  |  | Secondo turno | Secondo turno   | Secondo turno | Secondo turno | Secondo turno |   |   | Ultimo turno | Ultimo turno | Ultimo turno | Ultimo turno | Ultimo turno |  |
|  |                  |                  |                  |             |             |  |  |               |                 |               |               |               |   |   |              |              |              |              |              |  |
|  | 1                | Jurij Ščukin     | 4                | 6           | 6           |  |  |               |                 |               |               |               |   |   |              |              |              |              |              |  |
|  |                  | Denys Molčanov   | 6                | 3           | 1           |  |  | 1             | Jurij Ščukin    | 0             | 7             | 6             |   |   |              |              |              |              |              |  |
|  | Juho Paukku      | Juho Paukku      | Juho Paukku      | 6           | 6           |  |  |               | Juho Paukku     | 6             | 68            | 2             |   |   |              |              |              |              |              |  |
|  | Mohammad Ghareeb | Mohammad Ghareeb | Mohammad Ghareeb | 3           | 2           |  |  |               |                 |               |               |               |   |   | 1            | Jurij Ščukin | Jurij Ščukin | 6            | 6            |  |
|  | Daniel Kumlin    | Daniel Kumlin    | 5                | 6           | 6           |  |  |               |                 |               | Daniel Kumlin | Daniel Kumlin | 1 | 1 |              |              |              |              |              |  |
|  | Henrik Norfeldt  | Henrik Norfeldt  | 7                | 1           | 0           |  |  |               | Daniel Kumlin   | 7             | 3             | 6             |   |   |              |              |              |              |              |  |
|  | 6                | Bjorn Rehnquist  | Bjorn Rehnquist  | 6           | 6           |  |  | 6             | Bjorn Rehnquist | 64            | 6             | 1             |   |   |              |              |              |              |              |  |
|  |                  | David Nylen      | David Nylen      | 2           | 2           |  |  |               |                 |               |               |               |   |   |              |              |              |              |              |  |

### Sezione 2
|  | Primo turno     | Primo turno        | Primo turno        | Primo turno | Primo turno |  |  | Secondo turno | Secondo turno      | Secondo turno   | Secondo turno      | Secondo turno      |   |   | Ultimo turno | Ultimo turno   | Ultimo turno   | Ultimo turno | Ultimo turno |  |
|  |                 |                    |                    |             |             |  |  |               |                    |                 |                    |                    |   |   |              |                |                |              |              |  |
|  | 2               | Viktor Troicki     | Viktor Troicki     | 6           | 6           |  |  |               |                    |                 |                    |                    |   |   |              |                |                |              |              |  |
|  |                 | Rickard Holmstrom  | Rickard Holmstrom  | 4           | 4           |  |  | 2             | Viktor Troicki     | Viktor Troicki  | 6                  | 6                  |   |   |              |                |                |              |              |  |
|  | Ervin Eleskovic | Ervin Eleskovic    | 2                  | 7           | 6           |  |  |               | Ervin Eleskovic    | Ervin Eleskovic | 1                  | 2                  |   |   |              |                |                |              |              |  |
|  | Robin Brage     | Robin Brage        | 6                  | 63          | 2           |  |  |               |                    |                 |                    |                    |   |   | 2            | Viktor Troicki | Viktor Troicki | 6            | 6            |  |
|  | Johan Brunström | Johan Brunström    | Johan Brunström    | 6           | 5           |  |  |               |                    | 5               | Juan Antonio Marín | Juan Antonio Marín | 4 | 1 |              |                |                |              |              |  |
|  | Philip Stolt    | Philip Stolt       | Philip Stolt       | 2           | 2r          |  |  |               | Johan Brunström    | 7               | 4                  | 4                  |   |   |              |                |                |              |              |  |
|  | 5               | Juan Antonio Marín | Juan Antonio Marín | 6           | 7           |  |  | 5             | Juan Antonio Marín | 5               | 6                  | 6                  |   |   |              |                |                |              |              |  |
|  |                 | Markus Eriksson    | Markus Eriksson    | 1           | 5           |  |  |               |                    |                 |                    |                    |   |   |              |                |                |              |              |  |

### Sezione 3
|  | Primo turno    | Primo turno       | Primo turno       | Primo turno | Primo turno |  |  | Secondo turno | Secondo turno     | Secondo turno    | Secondo turno    | Secondo turno    |   |     | Ultimo turno | Ultimo turno      | Ultimo turno      | Ultimo turno | Ultimo turno |  |
|  |                |                   |                   |             |             |  |  |               |                   |                  |                  |                  |   |     |              |                   |                   |              |              |  |
|  | 3              | Michał Przysiężny | Michał Przysiężny | 6           | 6           |  |  |               |                   |                  |                  |                  |   |     |              |                   |                   |              |              |  |
|  |                | Patrik Rosenholm  | Patrik Rosenholm  | 3           | 2           |  |  | 3             | Michał Przysiężny | 6                | 3                | 6                |   |     |              |                   |                   |              |              |  |
|  | Jonas Berg     | Jonas Berg        | Jonas Berg        | 6           | 7           |  |  |               | Jonas Berg        | 3                | 6                | 4                |   |     |              |                   |                   |              |              |  |
|  | Thomas Kromann | Thomas Kromann    | Thomas Kromann    | 4           | 5           |  |  |               |                   |                  |                  |                  |   |     | 3            | Michał Przysiężny | Michał Przysiężny | 7            | 7            |  |
|  | Pablo Figueroa | Pablo Figueroa    | Pablo Figueroa    | 6           | 6           |  |  |               |                   | 7                | Jacob Adaktusson | Jacob Adaktusson | 5 | 610 |              |                   |                   |              |              |  |
|  | Daniel Berta   | Daniel Berta      | Daniel Berta      | 2           | 1           |  |  |               | Pablo Figueroa    | Pablo Figueroa   | 4                | 5                |   |     |              |                   |                   |              |              |  |
|  | 7              | Jacob Adaktusson  | 5                 | 6           | 6           |  |  | 7             | Jacob Adaktusson  | Jacob Adaktusson | 6                | 7                |   |     |              |                   |                   |              |              |  |
|  |                | Oskar Pallin      | 7                 | 1           | 2           |  |  |               |                   |                  |                  |                  |   |     |              |                   |                   |              |              |  |

### Sezione 4
|  | Primo turno   | Primo turno      | Primo turno | Primo turno | Primo turno |  |  | Secondo turno | Secondo turno | Secondo turno | Secondo turno | Secondo turno |   |   | Ultimo turno | Ultimo turno | Ultimo turno | Ultimo turno | Ultimo turno |  |
|  |               |                  |             |             |             |  |  |               |               |               |               |               |   |   |              |              |              |              |              |  |
|  | Rasmus Moller | Rasmus Moller    | 7           | 4           | 6           |  |  |               |               |               |               |               |   |   |              |              |              |              |              |  |
|  | Carl Bergman  | Carl Bergman     | 5           | 6           | 3           |  |  | Rasmus Moller | Rasmus Moller | Rasmus Moller | 1             | 4             |   |   |              |              |              |              |              |  |
|  | Erling Tveit  | Erling Tveit     | 3           | 6           | 6           |  |  | Erling Tveit  | Erling Tveit  | Erling Tveit  | 6             | 6             |   |   |              |              |              |              |              |  |
|  | Stian Boretti | Stian Boretti    | 6           | 4           | 4           |  |  |               |               |               |               |               |   |   | Erling Tveit | Erling Tveit | Erling Tveit | 6            | 6            |  |
|  | Mikael Ekman  | Mikael Ekman     | 6           | 5           | 6           |  |  |               |               | Robin Fahgen  | Robin Fahgen  | Robin Fahgen  | 3 | 0 |              |              |              |              |              |  |
|  | Otto Sauer    | Otto Sauer       | 4           | 7           | 4           |  |  | Mikael Ekman  | Mikael Ekman  | 63            | 6             | 2             |   |   |              |              |              |              |              |  |
|  |               | Robin Fahgen     | 6           | 1           | 6           |  |  | Robin Fahgen  | Robin Fahgen  | 7             | 3             | 6             |   |   |              |              |              |              |              |  |
|  | 8             | Marcus Sarstrand | 4           | 6           | 4           |  |  |               |               |               |               |               |   |   |              |              |              |              |              |  |